# Abbey Road Studios
 For alternative betydninger, se Abbey Road (flertydig). (Se også artikler, som begynder med Abbey Road)
Abbey Road Studios (tidligere kendt som EMI Studios) er et indspilningsstudie grundlagt i november 1931 af en forgænger til pladeselskabet EMI i London, England.  Studiet har adressen 3 Abbey Road, St John's Wood i City of Westminster. Studiet ændrede navn til Abbey Road Studios i 1970, efter at the Beatles Abbey Road-album gjorde det berømt.